# Stanisław Pawłowicz

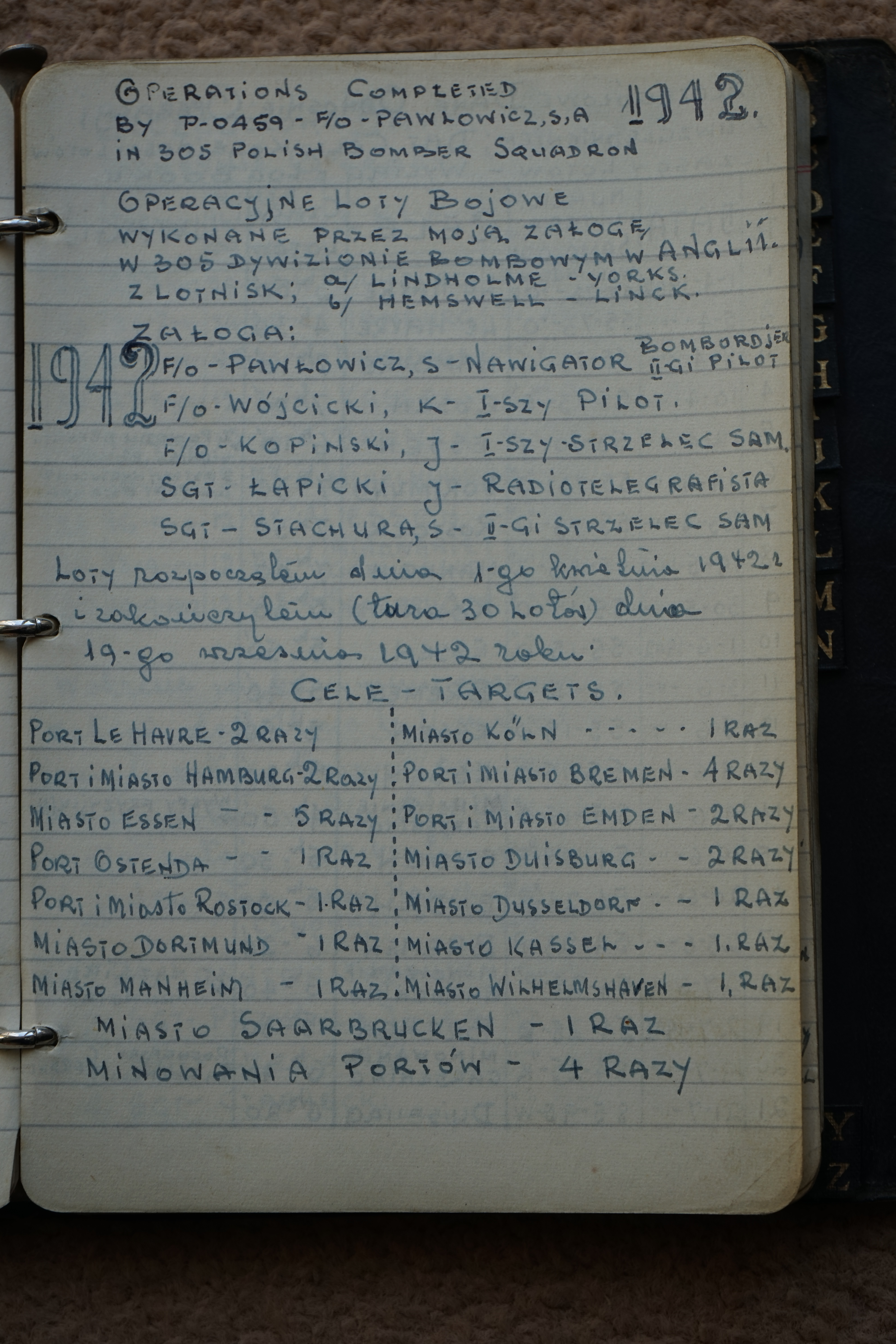
Strona z notatnika kpt. Stanisława Pawłowicza zawierająca wykaz wykonanych misji

Stanisław Pawłowicz (ur. 13 czerwca 1907 w Mieczyszczowie, zm. 7 czerwca 1987 w South Croydon) – oficer Wojska Polskiego, pilot w stopniu kapitana Polskich Sił Powietrznych na Zachodzie, kapitan (ang. Flight Lieutnant) Royal Air Force, kawaler Krzyża Srebrnego Orderu Wojennego Virtuti Militari, czterokrotnie odznaczony Krzyżem Walecznych i trzykrotnie Medalem Lotniczym.

## Życiorys
Urodzony w Mieczyszczowie (powiat Brzeżany w województwie tarnopolskim, obecnie terytorium Ukrainy). We wrześniu 1939 roku brał udział w lotach obserwacyjnych w ramach 53 eskadry towarzyszącej przy Armii „Modlin”, wykonując 7 lotów rozpoznawczych. 17 września, wraz ze znaczną częścią personelu lotniczego 53 eskadry przekroczył granicę z Rumunią. Następnie przez Jugosławię i Włochy udał się do Francji i zgłosił akces do odradzającego się Wojska Polskiego. Został przydzielony do ośrodka szkoleniowego w Clermont Ferrand. 
Po klęsce Francji przedostał się do Wielkiej Brytanii, gdzie wstąpił do Polskich Sił Powietrznych i otrzymał numer służbowy RAF P-0459. Od kwietnia 1941 do lutego 1942 roku przeszedł przeszkolenie w 1 Szkole Obserwatorów i Nawigatorów Lotniczych (Air Observer and Navigator School – AONS) i 18 Jednostce Szkolenia Operacyjnego (Operational Training Unit – OTU).
Ukończył kurs nawigacji lotniczej uprawniający do lotów bojowych. Po ukończeniu kursu został skierowany do 305 dywizjonu bombowego „Ziemi Wielkopolskiej i Lidzkiej im. Marszałka Józefa Piłsudskiego" (ang. No. 305 Polish Bomber Squadron). W służbie tego dywizjonu wykonał 30 lotów bojowych. W październiku 1942 roku otrzymał Krzyż Srebrny Virtuti Militari.
Po wojnie mimo zgłoszenia chęci powrotu do Polski w kwietniu 1948 roku, pozostał w Wielkiej Brytanii. Zmarł 7 czerwca 1987 w South Croydon Surrey, pochowany na cmentarzu przy Mitcham Road.